# 왕좌의 게임의 에피소드 목록
왕좌의 게임의 방영 목록은 미국 HBO에서 방영되었던 왕좌의 게임에서 방영된 에피소드의 목록이다.

## 개요
| 시즌 | 시즌 | 에피소드 | 본방 방영일자   | 본방 방영일자   |
| 시즌 | 시즌 | 에피소드 | 개봉            | 종영            |
| ---- | ---- | -------- | --------------- | --------------- |
|      | 1    | 10       | 2011년 4월 17일 | 2011년 6월 19일 |
|      | 2    | 10       | 2012년 4월 1일  | 2012년 6월 3일  |
|      | 3    | 10       | 2013년 3월 31일 | 2013년 6월 9일  |
|      | 4    | 10       | 2014년 4월 6일  | 2014년 6월 15일 |
|      | 5    | 10       | 2015년 4월 12일 | 2015년 6월 14일 |

## 방영 목록
- 2011년부터 매년 1개의 시즌이 방영됐다.

### 시즌 1
| 시리즈 번호 | 시즌 번호 | 제목                                                  | 연출          | 각본                                                                                         | 방영일          | 미국 시청자 수 (million) |
| --- | --------- | ----------------------------------------------------- | ------------- | -------------------------------------------------------------------------------------------- | --------------- | ------------------------ |
| 1 | 1         | "겨울이 오고 있다 (Winter is coming)"                 | 팀 밴패튼     | 데이비드 베니오프, D. B. 와이스                                                              | 2011-04-17      | 2.22                     |
| 탈영자는 윈터펠 밖에서 잡히고, 윈터펠의 군주인 네드 스타크는 그를 즉각 처분한다. |           |                                                       |               |                                                                                              |                 |                          |
| 2 | 2         | "왕의 길 (The Kingsroad)"                             | 팀 밴패튼     | 데이비드 베니오프, D. B. 와이스                                                              | 2011년 4월 24일 | 2.20                     |
| 네드는 왕의 핸드(수관)가 되는 것에 동의하고 딸 산사, 아리아와 함께 웨스테로스로 떠나게 된다. |           |                                                       |               |                                                                                              |                 |                          |
| 3 | 3         | "스노우 경 (Lord Snow)"                               | 브라이언 커크 | 데이비드 베니오프, D. B. 와이스                                                              | 2011년 5월 1일  | 2.44                     |
| 존은 블랙캐슬에서 티리온에게 깊은 인상을 받고, 네드는 킹스랜딩에서 그의 과거와 미래에 대해 직면하게 된다.                                                                                                |           |                                                       |               |                                                                                              |                 |                          |
| 4 | 4         | "마법의 탄환 (Cripples, Bastards, and Broken Things)" | 브라이언 커크 | 브라이언 코그먼                                                                              | 2011년 5월 8일  | 2.45                     |
| 네드는 존 아린 살인범에 대해 수사를 시작하고, 존은 나이트워치가 된 샘 웰 탈리와 친구 사이가 된다. |           |                                                       |               |                                                                                              |                 |                          |
| 5 | 5         | "늑대와 사자 (The Wolf and The Lion)"                 | 브라이언 커크 | 데이비드 베니오프, D. B. 와이스                                                              | 2011년 5월 15일 | 2.58                     |
| 캐틀린은 티리온이 범행을 지시했다 결론 내리고 그것을 재판하기 위해 티리온을 잡아서 그녀의 여동생 라이사에게 데려갈 계획을 세운다. 한편 네드는 대너리스를 죽이라는 명령을 거부한다.                       |           |                                                       |               |                                                                                              |                 |                          |
| 6 | 6         | "황금 왕관 (A Golden Crown)"                          | 다니엘 미나한 | 구성 : 데이비드 베니오프, D. B. 와이스 대본 : 제인 에스펜슨, 데이비드 베니오프, D. B. 와이스 | 2011년 5월 22일 | 2.44                     |
| 제이미는 네드와의 싸움을 잠시 멈췄다. 그리고 로버트가 사냥을 간 사이에 네드에게 킹덤을 떠나라고 강요한다. 티리온은 그의 자유를 위해 1:1 명예전투를 요구하고, 비세리스는 드로고의 인내심을 시험 하는데... |           |                                                       |               |                                                                                              |                 |                          |
| 7 | 7         | "이기거나 죽거나 (You Win or You Die)"                | 다니엘 미나한 | 데이비드 베니오프, D. B. 와이스                                                              | 2011년 5월 29일 | 2.40                     |
| 로버트는 사냥 도중 입은 상처에 죽고만다. 존은 마침내 나이트워치의 맹세의 서약을 한다. 로버트가 대너리스를 죽이라고 보낸 암살자는 잡히게 되고, 드로고는 칠왕국을 공격하기로 맹세한다.                     |           |                                                       |               |                                                                                              |                 |                          |
| 8 | 8         | "뾰족한 끝부분 (The Pointy End)"                      | 다니엘 미나한 | 조지 R. R. 마틴                                                                              | 2011년 6월 5일  | 2.72                     |
| 네드는 배신당하여 라니스터에게 잡힌다. 그 소식을 들은 롭은 전쟁을 일으켜 그들을 구하려 하고, 티리온은 그의 새로운 동료들과 아버지에게로 돌아온다.                                                        |           |                                                       |               |                                                                                              |                 |                          |
| 9 | 9         | "바엘러 (Baelor)"                                     | 앨런 테일러   | 데이비드 베니오프, D. B. 와이스                                                              | 2011년 6월 12일 | 2.66                     |
| 롭은 라니스터에게 전쟁을 선포한다. 드로고는 전투에서 당한 상처로 병이 생겨 쓰러지게 되고, 대너리스는 그를 구하기 위해 발악을 한다.                                                                       |           |                                                       |               |                                                                                              |                 |                          |
| 10 | 10        | "불과 피 (Fire and Blood)"                            | 앨런 테일러   | 데이비드 베니오프, D. B. 와이스                                                              | 2011년 6월 19일 | 3.04                     |
| 네드가 죽고 롭은 복수를 다짐한다. 존은 네드의 아들로써 복수를 해야 하는지, 나이트워치로써의 의무를 지켜야 하는지 갈등에 쌓인다. 한편, 대너리스는 드로고의 죽음에 이별을 고한다.                          |           |                                                       |               |                                                                                              |                 |                          |

### 시즌 2
| 시리즈 번호 | 시즌 번호 | 제목                                                     | 연출              | 각본                            | 방영일          | 미국 시청자 수 (million) |
| --- | --------- | -------------------------------------------------------- | ----------------- | ------------------------------- | --------------- | ------------------------ |
| 11 | 1         | "북부는 기억한다 (The North Remembers)"                  | 앨런 테일러       | 데이비드 베니오프, D. B. 와이스 | 2012년 4월 1일  | 3.86                     |
| 티리온은 그의 아버지가 킹스랜딩에 당도할 때까지 왕의 핸드 역할을 하게 되고, 스테니스 바라테온은 그의 왕좌를 찾기로 결정한다. 롭은 전쟁에서 그의 다음 행보를 시작하고, 나이트워치 일행은 크래스터 집에 도착한다.                                                          |           |                                                          |                   |                                 |                 |                          |
| 12 | 2         | "밤의 땅 (The Night lands)"                              | 앨런 테일러       | 데이비드 베니오프, D. B. 와이스 | 2012년 4월 8일  | 3.76                     |
| 아리아는 겐드리와 친구가 되고, 티리온은 의회를 장악하기 위해 노력한다. 테온은 그의 고향에 가서 그의 아버지가 롭의 전쟁을 지원하도록 설득하고, 존은 크래스터의 비밀을 알게 된다.                                                                                          |           |                                                          |                   |                                 |                 |                          |
| 13 | 3         | "죽지 않는 죽음은 무엇인가 (What Is Dead May Never Die)" | 앨릭 사크하로브   | 브라이언 코그먼                 | 2012년 4월 15일 | 3.77                     |
| 티리온은 의회가 그를 믿게 만들도록 노력한다. 한편, 캐틀린은 렌리에게 가서 롭과 전쟁을 함께하도록 설득한다. |           |                                                          |                   |                                 |                 |                          |
| 14 | 4         | "뼈의 정원 (Garden of Bones)"                            | 데이비드 피트라카 | 버네사 테일러                   | 2012년 4월 22일 | 3.65                     |
| 리틀핑거(피터 베일리쉬)는 렌리가 스타니스와 대결하기 직전에 렌리의 캠프에 도달한다. 대너리스와 그녀의 일행은 콰스라는 시티에 환영을 받는다. 아리아, 겐드리 그리고 핫파이는 하렌할에 갇히게 된다.                                                                         |           |                                                          |                   |                                 |                 |                          |
| 15 | 5         | "하렌할의 유령 (The Ghost of Harrenhal)"                 | 데이비드 피트라카 | 데이비드 베니오프, D. B. 와이스 | 2012년 4월 29일 | 3.90                     |
| 렌리가 죽고 그의 군대는 스타니스의 군대에 합병된다. 티리온은 조프리 왕의 계획인 비밀무기를 발견하여 스타니스와의 대결에 사용한다. 한편, 아리아가 구해준 자켄 하카는 그녀에게 세 명의 사람을 죽여주겠다고 말한다.                                                         |           |                                                          |                   |                                 |                 |                          |
| 16 | 6         | "오래된 신과 새로운 신 (The Old Gods and the New)"       | 데이비드 너터     | 버네사 테일러                   | 2012년 5월 6일  | 3.88                     |
| 테온은 윈터펠을 장악하고, 존은 이그리트라는 와이들링한테 잡힌다. 킹스랜딩의 사람들은 조프리 왕에게로 분노를 돌리기 시작하며, 대너리스는 칠왕국을 가기 위해 필요한 배를 사려고 한다.                                                                                      |           |                                                          |                   |                                 |                 |                          |
| 17 | 7         | "명예를 잃은 남자 (A Man Without Honor)"                 | 데이비드 너터     | 데이비드 베니오프, D. B. 와이스 | 2012년 5월 13일 | 3.69                     |
| 브랜과 릭콘은 윈터펠에서 탈출하고, 테온은 그들을 추척한다. 존은 그를 포박한 이그리트에게 끌려다니게 되면서 서로 가까워진다. |           |                                                          |                   |                                 |                 |                          |
| 18 | 8         | "윈터펠의 왕자 (The Prince of Winterfell)"               | 앨런 테일러       | 데이비드 베니오프, D. B. 와이스 | 2012년 5월 20일 | 3.86                     |
| 스타니스는 킹스랜딩으로 출발하고, 티리온은 그의 도착에 대비해 미리 방어전선을 준비한다. 존은 와이들링의 포로가 되어 있는 코린 하프핸드와 함께 끌려가게 된다. 캐틀린은 제이미를 풀어준 죄로 포박된다. 한편, 아리아, 그리고 겐드리와 핫파이는 하렌할을 탈출할 계획을 짠다. |           |                                                          |                   |                                 |                 |                          |
| 19 | 9         | "검은 물 (Black Water)"                                  | 닐 마셜           | 조지 R. R. 마틴                 | 2012년 5월 27일 | 3.38                     |
| 스타니스가 킹스랜딩에 당도하면서 전쟁은 시작된다. |           |                                                          |                   |                                 |                 |                          |
| 20 | 10        | "발라 모르굴리스 - 모든 사람은 죽는다 (Valar Morghulis)" | 앨런 테일러       | 데이비드 베니오프, D. B. 와이스 | 2012년 6월 3일  | 4.20                     |
| 롭이 탈리사와 결혼을 하게 되고, 존은 만스 레이더와 만날 준비를 한다. 아리아는 자켄 하카와 작별을 고한다. 한편, 대너리스는 그녀의 드래곤을 구출하려 한다. |           |                                                          |                   |                                 |                 |                          |

### 시즌 3
| 시리즈 번호 | 시즌 번호 | 제목                                                         | 연출              | 각본                            | 방영일          | 미국 시청자 수 (million) |
| --- | --------- | ------------------------------------------------------------ | ----------------- | ------------------------------- | --------------- | ------------------------ |
| 21 | 1         | "발라 도헤이리스 - 모든 사람은 섬겨야 한다 (Valar Dohaeris)" | 다니엘 미나한     | 데이비드 베니오프, D. B. 와이스 | 2013년 3월 31일 | 4.37                     |
| 존이 만스레이더를 대면하게 된다. 나이트워치 일행은 다시 장벽으로 향한다. 티리온은 자기 아버지가 다시 핸드 자리를 차지하자, 그동안 자신이 고생한 노고에 대한 보상을 원한다. 한편, 리틀핑거는 산사에게 아리아가 살아있다는 소식을 전하며 탈출할 수 있다는 여지를 남긴다. |           |                                                              |                   |                                 |                 |                          |
| 22 | 2         | "검은 날개, 검은 말들 (Dark Wings, Dark Words)"              | 다니엘 미나한     | 버네사 테일러                   | 2013년 4월 7일  | 4.27                     |
| 브랜과 동료들은 조젠 리드 남매를 만나고 아리아, 겐드리와 핫파이는 형제단에게 잡힌다. 제이미는 브리엔느와 여정을 통해 킹스랜딩을 향하고, 산사는 그녀에 대한 조프리의 악행을 고백한다.                                                                                   |           |                                                              |                   |                                 |                 |                          |
| 23 | 3         | "처벌의 발걸음 (Walk of Punishment)"                         | 데이비드 베니오프 | 데이비드 베니오프, D. B. 와이스 | 2013년 4월 14일 | 4.72                     |
| 롭과 캐틀린은 강을 건너 외할아버지의 장례식에 참여하게 되고, 아리아와 핫파이는 작별을 고한다. 나이트워치 일행은 다시 크래스터의 집으로 향한다. 한편, 브리엔느와 제이미는 포로가 된다.                                                                                  |           |                                                              |                   |                                 |                 |                          |
| 24 | 4         | "그리고 그의 경계는 끝났다 (And Now His Watch Is Ended)"     | 알렉스 그레이브스 | 데이비드 베니오프, D. B. 와이스 | 2013년 4월 21일 | 4.87                     |
| 제이미는 그의 오른손을 잃게된다. 한편, 세르세이는 티렐에 대해 경계심을 갖게 된다. 나이트워치 일행은 식량과 잠자리를 제공하지 않는 크래스터에 대해 점점 분노를 갖게 되고, 대너리스는 거세 된 남자들의 집단으로 이루어진 부대를 사게 된다.                               |           |                                                              |                   |                                 |                 |                          |
| 25 | 5         | "입맞춤을 받은 불 (Kissed by Fire)"                          | 알렉스 그레이브스 | 브라이언 코그먼                 | 2013년 4월 28일 | 5.35                     |
| 롭의 군대는 결국 분열된다. 제이미는 어느 누구에게도 말하지 않았던 진심을 브리엔느에게 말하고, 사냥개(하운드)는 그의 자유를 찾기 위해 나선다. 한편, 라니스터는 새로운 계획을 짠다.                                                                                      |           |                                                              |                   |                                 |                 |                          |
| 26 | 6         | "오르다 (The Climb)"                                         | 앨릭 사크하로브   | 데이비드 베니오프, D. B. 와이스 | 2013년 5월 5일  | 5.50                     |
| 존과 와이들링은 장벽을 오른다. 롭은 승리의 수단으로써 결국 프레이의 가문이 있는 땅으로 돌아간다. 한편, 티리온은 산사에게 결혼을 하게 되면 잘 해주겠다는 다짐을 전한다.                                                                                                 |           |                                                              |                   |                                 |                 |                          |
| 27 | 7         | "곰과 아름다운 처녀 (The Bear and the Maiden Fair)"          | 미셸 매클래런     | 조지 R. R. 마틴                 | 2013년 5월 12일 | 4.84                     |
| 존과 와이들링은 서쪽의 장벽으로 향하는 반면, 탈리사는 롭에게 임신 소식을 말한다. 아리아는 형제단으로부터 도망치고, 대너리스는 윤카이에 도착한다. 그리고 제이미와 브리엔느는 하렌할을 떠난다.                                                                           |           |                                                              |                   |                                 |                 |                          |
| 28 | 8         | "차남 (Second Sons)"                                         | 미셸 매클래런     | 데이비드 베니오프, D. B. 와이스 | 2013년 5월 19일 | 5.13                     |
| 대너리스는 차남용병단에게 자신과 함께 윤카이를 공략하고자 설득한다. 샘과 길리는 함께 와이트워커를 공격한다. 한편, 산사와 티리온은 결혼한다. |           |                                                              |                   |                                 |                 |                          |
| 29 | 9         | "카스타미어의 비 (The Rains of Castamere)"                   | 데이비드 너터     | 데이비드 베니오프, D. B. 와이스 | 2013년 6월 2일  | 5.22                     |
| 롭과 캐틀린은 프레이 가문 영토에서 외삼촌의 결혼식을 진행하기 위하여 찾아간다. 브랜 일행은 찢어지기로 결정한다. 대너리스는 윤카이를 침공하기로 결정한다. |           |                                                              |                   |                                 |                 |                          |
| 30 | 10        | "미사 (Mhysa)"                                               | 데이비드 너터     | 데이비드 베니오프, D. B. 와이스 | 2013년 6월 9일  | 5.39                     |
| 브랜과 조젠 리드 남매는 장벽을 향하고, 샘은 블랙캐슬에 복귀한다. 결국 존은 이그리트와 이별하고, 제이미는 킹스랜딩으로 돌아온다. 한편 나이트워치 일행은 스타니스에게 도움을 요청하기 위하여 병사를 통해 소식을 전한다.                                                  |           |                                                              |                   |                                 |                 |                          |

### 시즌 4
| 시리즈 번호 | 시즌 번호 | 제목                                         | 연출              | 각본                            | 방영일          | 미국 시청자 수 (100만 명) |
| --- | --------- | -------------------------------------------- | ----------------- | ------------------------------- | --------------- | ------------------------- |
| 31 | 1         | "두 개의 검 (Two Swords)"                    | D. B. 와이스      | 데이비드 베니오프, D. B. 와이스 | 2014년 4월 6일  | 6.64                      |
| 오베린 마르텔은 킹스랜딩에서 열리는 왕의 결혼식에 참석한다. 오베린은 티리온에게 자신이 라니스터 가에 복수하러 왔다고 한다. 한편 북쪽에서는 존이 와이들링을 염탐하러 왔음을 자백함으로써 풀려나게 된다. 에소스에서는 대너리스의 군대가 Meereen으로 진격한다. 대너리스는 그녀의 용들이 점점 자라면서 그녀의 말을 듣지 않게 됨으로써 어려움을 겪는다.                                                                                                  |           |                                              |                   |                                 |                 |                           |
| 32 | 2         | "사자와 장미 (The Lion and the Rose)"        | 알렉스 그레이브스 | 조지 R. R. 마틴                 | 2014년 4월 13일 | 6.31                      |
| 33 | 3         | "사슬을 깨뜨리는 자 (Breaker of Chains)"     | 알렉스 그레이브스 | 데이비드 베니오프, D. B. 와이스 | 2014년 4월 20일 | 6.59                      |
| 34 | 4         | "맹세를 지키는 자 (Oathkeeper)"              | 미셸 매클래런     | 브라이언 코그먼                 | 2014년 4월 27일 | 6.95                      |
| 35 | 5         | "첫 번째 이름 (First of His Name)"           | 미셸 매클래런     | 데이비드 베니오프, D. B. 와이스 | 2014년 5월 4일  | 7.16                      |
| 36 | 6         | "신과 인간의 법 (The Laws of Gods and Men)"  | 앨릭 사크하로브   | 브라이언 코그먼                 | 2014년 5월 11일 | 6.40                      |
| 37 | 7         | "흉내지빠귀 (Mockingbird)"                   | 앨릭 사크하로브   | 데이비드 베니오프, D. B. 와이스 | 2014년 5월 18일 | 7.20                      |
| 38 | 8         | "거산과 독사 (The Mountain and the Viper)"   | 알렉스 그레이브스 | 데이비드 베니오프, D. B. 와이스 | 2014년 6월 1일  | 7.17                      |
| 39 | 9         | "장벽의 감시자들 (The Watchers of the Wall)" | 닐 마셜           | 데이비드 베니오프, D. B. 와이스 | 2014년 6월 8일  | 6.95                      |
| 40 | 10        | "아이들 (The Children)"                      | 알렉스 그레이브스 | 데이비드 베니오프, D. B. 와이스 | 2014년 6월 15일 | 7.09                      |
| 존과 만스 레이더(Mance Rayder)의 협상 중에 스타니스의 군대가 들이닥치면서 만스 레이더가 포로가 된다. 브랜 일행은 우연히 큰 심장 나무(the large heart tree)가 해골들에게 공격받는 것을 환시로 보게 된다. Vale에서는 브리엔과 포드릭이 아리아와 하운드를 만나게 된다. 이 과정에서 하운드는 심한 부상을 입게 되며 하운드는 아리아에게 자신을 죽여달라고 하지만 아리아는 거절한다. 킹스랜딩에서는 티리온이 타이윈을 죽이고 바리스와 함께 도시를 떠난다. |           |                                              |                   |                                 |                 |                           |

### 시즌 5
| 시리즈 번호 | 시즌 번호 | 제목                                                                   | 연출            | 각본                            | 방영일          | 미국 시청자 수 (100만 명) |
| --- | --------- | ---------------------------------------------------------------------- | --------------- | ------------------------------- | --------------- | ------------------------- |
| 41 | 1         | "다가올 전쟁(The Wars to Come)"                                        | 마이클 슬로비스 | 데이비드 베니오프, D. B. 와이스 | 2015년 4월 12일 | 8.00                      |
| 타이윈의 장례식이 치러지고 란셀(Lancel Lannister)이 돌아온다. 펜토스에서는 티리온과 바리스가 대너리스가 철왕좌를 차지하는 것을 도와주기로 결정한다. 미린(Meereen)에서는 '하피의 아들들(Sons of Harpy)'이 무고한 사람을 죽이면서, 대너리스가 전통을 무시하고 좀더 강력한 법률을 집행하도록 한다. 한편 묶여있는 용들이 대너리스를 공격하는 일이 발생한다. 베일(Vale)에서는 베일리쉬가 산사와 함께 떠나게 된다. 장벽에서는 스타니스가 와이들링을 루스 볼튼(Roose Bolton)과의 전쟁에 이용하기로 한다. 존 스노우는 레이다에게 스타니스와 협력하도록 설득하지만 실패한다. 만스 레이다는 산채로 화형당할 뻔 하지만, 존 스노우가 그가 편안히 죽도록 화살로 쏘아 죽인다.                                   |           |                                                                        |                 |                                 |                 |                           |
| 42 | 2         | "흑백의 집(The House of Black and White)"                              | 마이클 슬로비스 | 데이비드 베니오프, D. B. 와이스 | 2015년 4월 19일 | 6.81                      |
| 아리아는 브라보스에 도착하고 흑백의 집에 받아들여진다. 제이미는 서세이에게 그가 도른(Dorne)으로 갈 것임을 이야기하고, 브론에게 동행을 지시한다. 포드릭은 베일리쉬와 산사를 한 여관에서 목격한다. 브리엔은 산사에게 자신이 보호해주겠다고 하지만, 거절당한다. 베일리쉬는 브리엔에게 자신과 합류할 것을 요구하나, 브리엔은 거절한 뒤 포드릭과 떠나며, 산사를 몰래 뒤쫓기로 한다. 스타니스는 존 스노우가 자신을 도울 경우 윈터펠의 영주 자리를 줄 것을 약속하지만 거절당한다. 탈리가 존 스노우를 새 지휘관으로 추천하고, 아에몬의 캐스팅 보트에 의해 존 스노우가 임명되게 된다. 대너리스는 붙잡혀있는 하피의 아들들(Sons of the Harpy) 멤버를 죽인 이를 처형하기로 결정하면서, 폭동을 겪게 된다.     |           |                                                                        |                 |                                 |                 |                           |
| 43 | 3         | "참새 성하(High Sparrow)"                                              | 마크 밀로드     | 데이비드 베니오프, D. B. 와이스 | 2015년 4월 26일 | 6.71                      |
| 44 | 4         | "하피의 아들들(Sons of the Harpy)"                                     | 마크 밀로드     | 데이브 힐                       | 2015년 5월 3일  | 6.82                      |
| 45 | 5         | "소년은 죽여(Kill the Boy)"                                            | 제러미 포데스와 | 브라이언 코그먼                 | 2015년 5월 10일 | 6.56                      |
| 46 | 6         | "굽히지 않고, 꺾이지 않고, 부러지지 않는다(Unbowed, Unbent, Unbroken)" | 제러미 포데스와 | 브라이언 코그먼                 | 2015년 5월 17일 | 6.24                      |
| 47 | 7         | "선물(The Gift)"                                                       | 미겔 새퍼크닉   | 데이비드 베니오프, D. B. 와이스 | 2015년 5월 24일 | 5.40                      |
| 48 | 8         | "하드홈(Hardhome)"                                                     | 미겔 새퍼크닉   | 데이비드 베니오프, D. B. 와이스 | 2015년 5월 31일 | 7.01                      |
| 49 | 9         | "용들의 춤(Dance of the Dragons)"                                      | 데이비드 너터   | 데이비드 베니오프, D. B. 와이스 | 2015년 6월 7일  | 7.14                      |
| 50 | 10        | "어머니의 자비(Mother's Mercy)"                                        | 데이비드 너터   | 데이비드 베니오프, D. B. 와이스 | 2015년 6월 14일 | 8.11                      |
| 멜리산드레가 검은 성(Castle Black)으로 돌아오고 나서, 스타니스는 볼튼에게 패배하며, 브리엔에 의해 사망한다. 산사는 도망치려고 하지만, 미란다와 마주치며, 둘은 윈터펠로 도망친다. 서세이는 과거 란셀과의 관계를 자백한다. 제이미, 미르셀라(Myrcella), 브론, 트리스탄은 도른(Dorne)에서부터 배를 타고 돌아온다. 미르셀라는 배에서 독에 의해 사망한다. 아리아는 매춘굴에 잠입하여 트란트(Trant)를 죽인다. 바리스, 티리온, 그레이 웜, 미산데이(Missandei)는 미린(Meereen)에 도착하여 도시를 통치한다. 나하리스(Naharis), 모르몬트(Mormont)는 도트락(Dothraki) 인들과 함께 있는 대너리스를 찾아 먼 길을 떠난다. 스노우는 토른(Thorne), 올리(Olly)를 포함한 몇 명의 반대자들에 의해 수차례 칼에 찔린다. |           |                                                                        |                 |                                 |                 |                           |